# جورج لين (لاعب كريكت)
جورج لين (بالإنجليزية: George Lynn)‏ (31 مارس 1848 في المملكة المتحدة - 21 سبتمبر 1921) هو لاعب كريكت بريطاني (وحمل سابقاً جنسية المملكة المتحدة لبريطانيا العظمى وأيرلندا). لعب مع نادي مقاطعة ساسكس للكركيت ‏.

## وصلات خارجية
- جورج لين على موقع إي آس بي آن كريك إنفو (الإنجليزية)